# Départ en voiture
Départ en voiture je francouzský krátký film z roku 1895. Režisérem je Louis Lumière (1864–1948). Film trvá necelou minutu. Jedná se o jeden z prvních filmů, na kterém je více herců.

## Děj
Tři ženy a jedno dítě se rozloučí se svými blízkými a jejich služebnictvem. Nastoupí si do kočáru tažaného koněm, na kterého dohlíží vozka, a odjíždí. V pozadí je vidět muž s koněm, táhnoucím vůz pro průmyslové potřeby, a také jeden rolník, který zrovna obdělává půdu.